# Back in My Life
Back in My Life is een nummer van het Nederlandse eurodance-project Alice Deejay uit 1999. Het is de tweede single van hun album Who Needs Guitars Anyway?
Het nummer werd vooral in Europa een grote hit, in Nederland, de Britse eilanden en Scandinavië. In de Top 40 haalde het de 4e positie en werd Dancesmash op Radio 538, en in de Vlaamse Ultratop 50 de 11e. Van de plaat werden remixes gemaakt door The Thrillseekers en DuMonde.